# 31-й километр
«31-й километр» (исп. Kilometro 31) — фильм совместного производства Испании и Мексики, вышедший на экраны в 2006 году. В основу фильма положена латиноамериканская легенда о Плачущей женщине.

## Сюжет
После ужасной автоаварии молодая девушка Агата находится в состоянии комы. Её сестра-близнец Каталина решает расследовать странные обстоятельства трагедии, произошедшей на 31-м километре автострады. Она узнаёт, что на этом месте автомобильные аварии происходят в десятки раз чаще, чем на остальных участках дороги. Одна старая женщина рассказывает Каталине легенду, повествующую ещё о тех временах, когда на месте автострады текла река. В ней говорится про девушку, которая из-за предательства любимого совершила самоубийство в том самом месте, где сейчас находится 31-й километр. Через некоторое время Каталина решает встретиться со старухой ещё раз. Она идёт к ней в дом, но он выглядит так, будто в нём давно никто не живёт. Каталина узнаёт, что женщина, похожая по описанию на рассказавшую ей легенду, действительно жила в этом доме, но умерла почти век назад. Девушка понимает, что своим расследованием потревожила мир духов, которые больше не оставят её в покое…

## Награды
В 2008 году фильм «31-й километр» был высоко оценён на ежегодной национальной кинонаграде Мексики — «Ариэль». Его создатели победили в таких номинациях, как «Лучшие визуальные эффекты», «Лучший звук» и «Лучший дизайн костюмов».

## В ролях
| Актёр         | Роль             |
| ------------- | ---------------- |
| Илиана Фокс   | Агата / Каталина |
| Адрия Кольядо | Нуньо            |
| Рауль Мендес  | Омар             |